# European Amputee Football Federation
Європейська федерація футболу для осіб з ампутацією (англ. Європейська федерація футболу для осіб з ампутацією) — міжнародна організація, спрямована на розвиток футболу для осіб з ампутацією. До Федерації входить 18 європейських країн.  
ЕАФФ була заснована в Дубліні в лютому 2015 року. 
З моменту її створення Федерація співпрацює з УЄФА (у 2018 році було підписано 4-річну угоду про співпрацю).

## Керівництво
Президентом Федерації є поляк Матеуш Відлак, Генеральним секретарем — ірландець Саймон Бейкер. 

## Представництва, що належать до EAFF
Станом на 2019 рік EAFF налічує 18 національних федерацій. З них 11 країн-засновників (11). 
- Англія
- Азербайджан
- Бельгія
- Франція
- Греція
- Грузія
- Іспанія
- Нідерланди
- Ірландія
- Ізраїль
- Німеччина
- Польща
- Росія
- Шотландія
- Туреччина
- Україна
- Італія

## Організовані ігри
Національні
- Чемпіонат Європи (з 2017 )

Клубні
- Ліга чемпіонів EAFF (з 2019 )

## Європейські тренувальні збори для юніорів
EAFF організовує тренувальні збори для юніорів. Наразі відбулись наступні тренувальні збори:
- Дублін (4-6 березня 2016)
- Варшава (6-9 липня 2017)
- Рим (4-8 липня 2018)
- Валльдорф (17-21 липня 2019)

## Виноски
1. 1 2  Polak na czele European Amputee Football Federation (пол.). 3 березня 2015. Архів оригіналу за 19 серпня 2019. Процитовано 8 вересня 2020.
2. 1 2 3  About the European Amputee Football Federation (PDF) (англ.). Архів оригіналу (PDF) за 30 вересня 2019. Процитовано 8 вересня 2020.
3. ↑  Czas na drugi półfinał, który wyłoni naszego rywala w FINALE (пол.). 8 вересня 2019.
4. ↑  MIRESEVINI WELCOME ALBANIA (англ.). 26 червня 2020. Архів оригіналу за 17 серпня 2020. Процитовано 8 вересня 2020.